# کلوئی ابرایان
کلوئی ابرایان (به انگلیسی: Chloe O'Brian) نام یکی از شخصیت‌های مجموعه تلویزیونی ۲۴ است که مری‌لین رایسکوب این نقش را در فصل‌های ۳، ۴، ۵، ۶، ۷ و ۸ این سریال نقش‌آفرینی کرده‌است.

## ایفای نقش

### ۲۴: فصل سوم
کلوئی ابرایان او در این فصل تازه به واحد CTU ملحق شده است و دارای مدرک از دانشگاه کالیفرنیا، دیویس است، او بعنوان کارشناس ارشد در CTU خدمت می‌کند، در اوایل این سریال او کودکی را به CTU می‌آورد که از گفتن هویتش خودداری می‌کند که در آخر مشخص می‌شود او فرزند چیس ادمونز دیگر کارمند CTU و دوست کلوئی است.

### ۲۴: فصل چهارم
در این فصل کلوئی به کارش در بخش کامپیوتر CTU ادامه می‌دهد، در اوایل فصل ارین دریسکول مدیر CTU او را اخراج می‌کند که پس از مدتی در شرایط بد و تحت حملهٔ تروریست‌ها از کلوئی درخواست بازگشت مجدد به CTU را می‌کند، او در این فصل به جک در جهت دستگیری تروریست‌ها کمک‌های شایانی می‌کند.

### ۲۴: فصل پنجم
در این فصل برخی عوامل در ابتدا می‌خواهند کلوئی را بکشند، آنان پیش از این میشل دسلر را به قتل رسانده بودند و تونی آلمیدا را زخمی کرده بودند و هدفشان نابودی تمامی افرادی که از زنده‌بودن جک باور خبر داشتند تا ترور رئیس جمهور دیوید پالمر؛ رئیس جمهور سابق ایالات متحده آمریکا به گردن جک بیندازند که کلوئی موفق به فرار می‌شود و به جک اطلاع می‌دهد، او پس از فرار به جک در ثابت کردن بی‌گناهی‌اش کمک می‌کند، پس از این به واحد CTU باز می‌گردد و به کارش که کمک در دستگیری عوامل ترور دیوید پالمر می‌پردازد، او در اواخر فصل در دستگیری رئیس جمهور خیانت کار آمریکا، چارلز لوگان نقش مؤثری دارد، در اوایل فصل ادگار دوستش می‌میرد و در اواخر فصل همسر سابقش موریس ابرایان که سابقاً در CTU کار می‌کرد دوباره به این واحد می‌پیوندد.

### ۲۴: فصل ششم
او در این فصل به کارش در واحد CTU ادامه می‌دهد، او با همسر سابقش (موریس ابرایان) دوباره زندگی می‌کند، در اوایل همسرش موریس ابرایان توسط تروریست‌ها ربوده می‌شوند و او در دستگیری این عوامل کمک می‌کند و موریس نیز نجات پیدا می‌کند، در اواخر این فصل او به جک در بازپس‌گیری آدری رینز از چینی‌ها که قتل آدری رینز را بازسازی کرده‌بودند کمک می‌کند و به همین دلیل به شدت توبیخ می‌شود.

### ۲۴: فصل هفتم
در این فصل کلوئی از CTU جدا شده و به بیل بیوکانان و تونی آلمیدا در ریشکنی فساد در دولت آمریکا کمک می‌کند، او پس از مدتی توسط اف بی آی دستگیر می‌شود که پس از مدتی با شرط کمک به اف بی آی آزاد می‌شود، او همچنین در این فصل فرزندی نیز به دنیا آورده و با همسرش موریس ابرایان زندگی می‌کند.

### ۲۴: فصل هشتم
در این سیزن کلوئی ابرایان دوباره به CTU جدید که در نیویورک است ملحق شده، او با سیستم های جدید زیاد آشنایی ندارد و اشتباهات زیادی می‌کند که دینا والش به او در این زمینه کمک‌هایی می‌کند، در اواخر جک که می‌خواهد تمامی عواملی (از جمله رئیس جمهور روسیه) را که در قتل دوست دخترش رنه واکر دست داشتند را به قتل رساند در هنگامی که می‌خواهد رئیس جمهور روسیه یوری سواروف به قتل برساند می‌رسد و خطرات این کار که نتیجه‌اش جنگ بین فدراسیون روسیه-ایالات متحده آمریکا یا شاید جنگ جهانی سوم و در نتیجه کشته شدن میلیون‌ها نفر است را بازگو می‌کند و او را از این کار باز می‌دارد، در اواخر فصل برایان هاستینگز مدیر CTU برکنار می‌شود و کلوئی ابرایان به مدیریت این واحد منصوب می‌شود.